# Delta Junction Airport

i7
i11
i13
Der Delta Junction Airport (IATA-Code: DJN, FAA-LID: D66) ist ein Flugplatz bei Delta Junction, in der Southeast Fairbanks Census Area in Alaska.

## Infrastruktur
Der Flugplatz befindet sich auf einem Grundstück mit einer Fläche von 32 ha und liegt auf einer Höhe von 351 Meter über dem Meeresspiegel.  Es gibt jedoch keinen Tower mit Flugleiter und auch kein Terminal oder Tankstelle.
Er hat zwei Start- und Landebahnen:
- 07/25: 762 m × 18 m Schotter
- 13/31: 488 m × 18 m Erde